# Lonchocarpus monilis
Espèce
Synonymes
- Coronilla monilis L. - Basionyme
- Coublandia frutescens Aubl.
- Derris moniliformis (L. f.) Ducke
- Lonchocarpus monilis (L.) A.M.G. Azevedo
- Lonchocarpus pallidus Killip
- Muellera frutescens (Aubl.) Standl. - Nom correct
- Muellera moniliformis L. f.
- Muellera monilis (L.) M.J. Silva & A.M.G. Azevedo
- Sphinctolobium glaucescens Miq.[2]

Lonchocarpus monilis est une espèce de plantes à fleurs de la famille des Fabaceae. C'est un arbuste trouvé en Amérique.
Le nom correct de ce taxon serait Muellera frutescens (Aubl.) Standl..

## Description
Cet arbuste (ou petit arbre) peut atteindre 2 à 7 m de hauteur. Il produit des feuilles à 5 folioles oblongues, acuminées, subcoriaces, glabres, ponctuées de points pellucides et mesurant 5–12 × 2,5–4,5 centimètres.
Perdant son feuillage lors de la floraison, il produit des inflorescences axillaires, tomenteuses longues de 4-8 centimètres. Le calice oblique, pubescent, mesure 5 millimètres et la corolle violette est longue de 18 millimètres.
Ses gousses d'un diamètre de 3 centimètres comportent 4 à 5 graines, 4 comprimées, orbiculaires mesurant 1,5 × 1,5 × 1 centimètre.

## Répartition
On rencontre cet arbuste en Amérique du Nord (Mexique), dans les Antilles et en Amérique du Sud : Colombie, Trinidad, Venezuela (État de Sucre et État du Delta Amacuro : Angosturita, Caño Araguao, Caño Bagre, Caño Joba-Suburu, est de Caño Sacupana, Pedernales), Guyana, Suriname, Guyane, Pérou, Brésil (Amapá, Maranhão, Pará),.

## Écologie
Cet arbuste pousse sur le littoral, parmi les rochers de bord de mer, dans les mangroves, dans les forêts inondées et humides plus ou moins saumâtres, depuis le niveau de la mer jusqu'à 50 mètres d'altitude. Il fleurit et fructifie en Guyane de décembre à juillet.

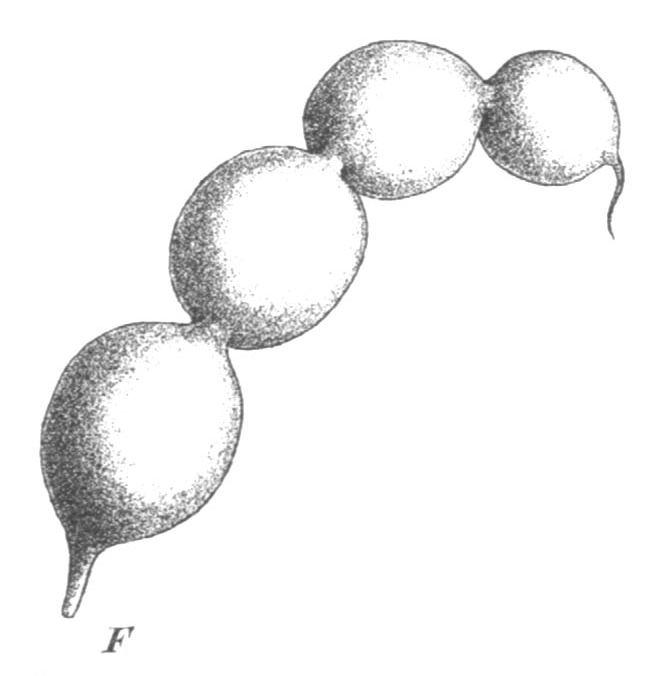
Gousse de Lonchocarpus monilis (L.) A.M.G. Azevedo (par Paul Hermann Wilhelm Taubert, 1891).

## Histoire naturelle
En 1775, le botaniste Aublet rapporte ceci : 

« COUBLANDIA frutefcens. (TABULA 356.)

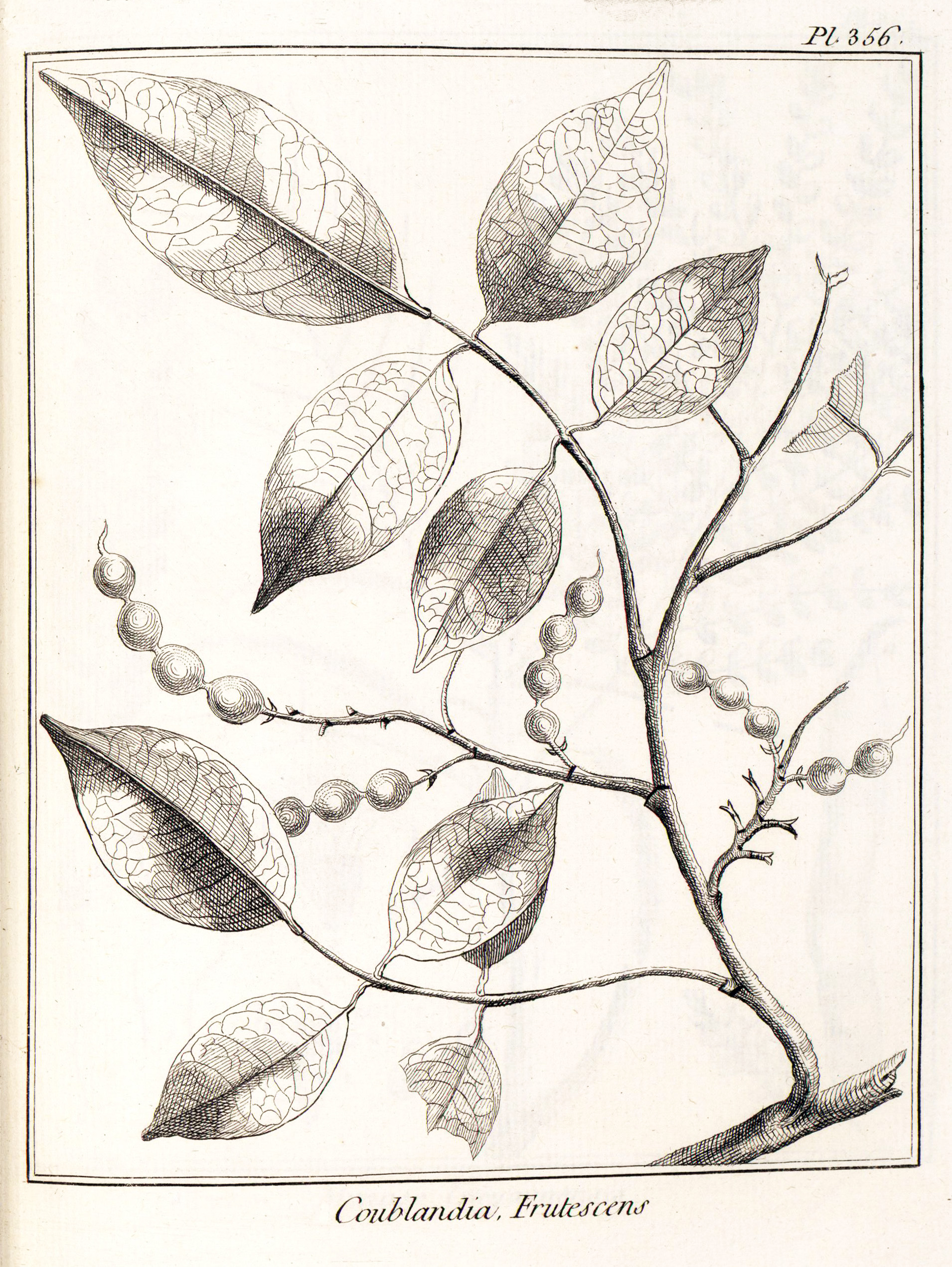
Coublandia frutescens Aubl. (=Lonchocarpus monilis (L.) A.M.G. Azevedo, 1993) d'après Aublet, 1775

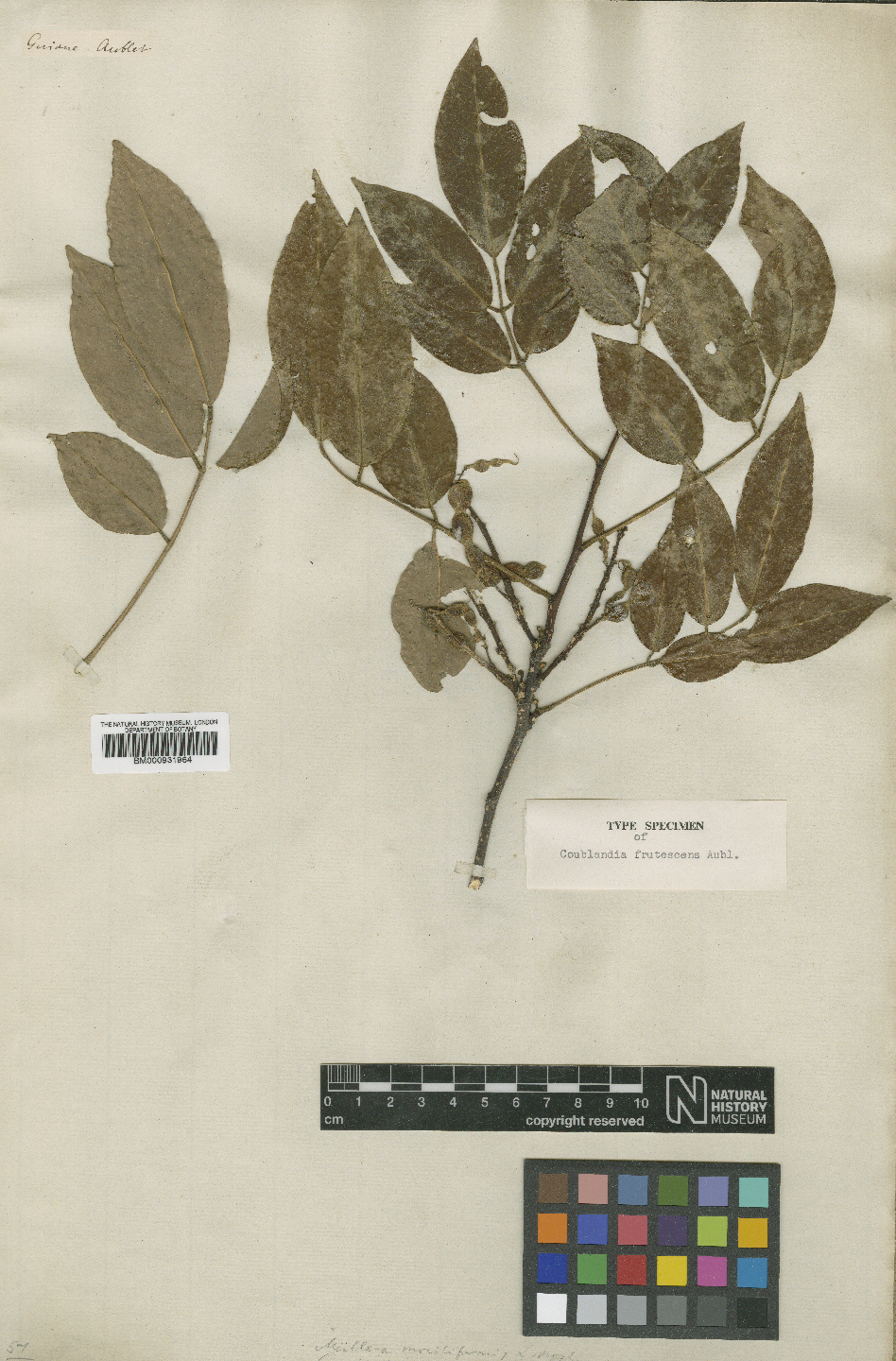
échantillon type de Coublandia frutescens Aubl. collecté par Aublet en Guyane.

Frutex trunco quinque aut ſex-pedali, ramoſo ; ramis erectis; hine & indè ſparſis. Folia alterna, impari-pinnata ; foliolis quinis, duorum parium, & per paria oppoſitis, ovatis, obtuſis, acutis, glabris, integerrimis, petiolatis, uni coſtae adnexis. Ad baſim folii, stipule binae, deciduae. Flores ſpicaci, axillares & terminales. Corolla alba. Legumen viride. 
Floret, fructumque fert, quovis anni tempore. 
Habitat ad ripam fluvii Caïennenfis, locis aquâ marinâ ſubmerſis, propè praedium domini Deſcoublan. »

« LA COUBLANDE. (PLANCHE 356.)
Le tronc de cet arbrisseau s'élève de cinq à six pieds, sur cinq à six pouces de diamètre. Son écorce est grisâtre, raboteuse. Son bois est blanchâtre. Il pousse à son sommet plusieurs longues branches rameuses, garnies de feuilles alternes, ailées, à deux rangs de folioles opposées, terminées par une impaire. Le nombre des folioles est de deux de chaque côte. Elles sont vertes, lisses, ovales, entières, terminées par une pointe mousse. Leur pédicule est court, elles sont portées sur une côte qui est convexe en dessous et creusée d'un sillon en dessus. Celle-ci porte à sa base deux petites stipules. De l'aisselle des feuilles et de l'extrémité des rameaux naissent des épis couverts de fleurs blanches. 
Le calice est d'une seule pièce, évasé en quatre petites dentelures. Il a à ſa baſe une petite écaille. 
La corolle est monopétale ; c'eſt un tube partage a ſon limbe en quatre petits lobes aigus, il eſt attaché à la paroi interne & inférieure du calice. 
Les étamines sont au nombre de plus de vingt-cinq. Leurs filets sont longs, blancs, unis ensemble par le bas, et placés au fond du calice. L'anthère est ovoïde, jaune, à deux bourses séparées par un sillon. 
Le pistil est un ovaire allongé, surmonté d'un style de la largeur des étamines. Il est terminé par un stigmate obtus. 
L'ovaire devient une silique longue, noueuse, dont les nœuds sont arrondis et écartés les uns des autres. Cette silique ne s'ouvre pas. On trouvé dans chaque nœud un pois vert et sphérique. 
On a repréſenté de grandeur naturelle les feuilles & les ſiliques. 
Cet arbriſſeau croît dans l'île de Caïenne, ſur les bords de la crique fouillée, du côté de la Deſcoublandiere. 
Il est en fleur et en fruit dans presque tous les mois de l'année. »